# 베티 부프

베티 부프(영어: Betty Boop)는 맥스 플라이셔에 의해 제작된 파라마운트 픽처스에서 배급한 애니메이션 시리즈에 등장하는 캐릭터이다. 베티 부프는 원래 검은 고양이 펠릭스를 이을 개 캐릭터였지만, 나중에 사람으로 바뀌었다. 재즈 에이지 플래퍼의 풍자 만화인 베티 부프는 1934년 법정 사건에서 다음과 같이 묘사했다. "정교하고 큰 원형의 눈을 가진 어린 아이 같은 얼굴과 버튼처럼 코가 약간 조심스럽게 되어 있고, 아마도 베티의 작은 몸매는 상상할 수 있는 가장 자그마한 모습일 것입니다." 헤이즈 코드의 결과로 1930년대 중반에 베티는 더 차분해 보이게 되었지만 세계에서 가장 유명하고 인기있는 만화 캐릭터 중 하나다.

## 역사

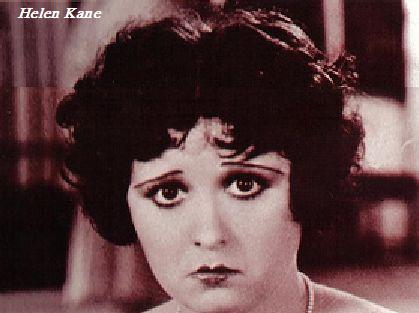
베티 부프의 모습의 영감이 된 헬렌 케인.

베티 부프는 Fleischer의 Talkatoon 시리즈의 7번째 작품 인 1930년 8월 9일에 발표 된 "어지러운 접시 (Dizzy Dishes)"에 처음 등장했다. 클라라 보우는 종종 베티 부프의 모습에 영감을 주는 것으로 인정 받지만 제작자는 그녀의 모습을 실제로 가수인 헬렌 케인의 캐리커처에서 영감을 받았다. 원래는 사람이 아닌 고양이 펠릭스를 뒤이을 의인화 된 푸들로 만들어졌다. 베티 부프는 지식보다는 따뜻한 마음을 가진 소녀로서 만화에서 엑스트라 캐릭터로 등장했다. 개별 만화에서 그녀는 "낸시 리(Nancy Lee)"또는 "낸 맥그루(Nan McGrew)"로 불렸다. 헬렌 케인의 영화 "Dangerous Nan McGrew (1930)"에서 유래 한 것으로 보통 스튜디오 스타인 빔보의 여자 친구이다.
베티 부프(영어:Betty Boop)는 베티 붑(영어: Betty bof)이라고도 불린다.